# الوصول إلى الدواء
الأدوية الأساسية الحق في الصحة
الوصول للدواء يشير إلى قدرة الناس الحصول على الادوية اللازمة لتحقيق الصحة. مثل هدا الوصول يعتبر جزء من الحق في الصحة المدعوم من قبل القانون الدولي منذ عام 1946 .
اقرت منظمة الصحة العالمية ان الادوية الاساسية ينبغي ان تكون متوفرة، ذات جودة، مع امكانية الوصول لها. من الممكن ان يتعارض الوصول للدواء مع الملكية الفكرية والاسواق الحرة.في دولة نامية قد لايمكن للناس تلقي العلاج لبعض الحالات مثل الايدز/ مرض نقص المناعة المكتسبة. 

## عوائق الوصول
تدور معظم عوائق للوصول للدواء حول المنافسة في الاسواق ونقص وجودها.

### حماية براءة الاختراع والتفرد
توفر براءة الاختراع الحقوق الحصرية لمالك المنتج لمدة 20 سنة في منطقة محددة. لدى مالك براءة الاختراع الحق في منع التصنيع، الاستخدام، البيع، التصدير، أو توزيع المنتج الحاصل على براءة الاختراع. يقال ان الحماية لبراءة الاختراع تسمح لشركات الادوية ب احتكار نوع دواء معين والعمليات.

### حصرية البيانات
حصرية البيانات هي إجراء تنظيمي يحد من استخدام التجارب السريرية ويعد مرشد للحقوق الحصرية المؤقتة التجريبية للبيانات. لمح الكثيرون إلى ان تمديد فترة الحصرية يمكن ان يكون لها عواقب في توصيل الادوية، وخاصة الماركات العامة، للدول النامية. ومع ذلك يمكن إعادة استثمار الشروط الموسعة في البحث و التطوير و/ أو كمصدر تمويل للتبرعات الدوائية للدول ذوات الدخل المنخفض. .يقترح آخرون أن حصرية البيانات تعمل على تقليل اتاحة الادوية المكافئة. يجادل الكثير في أن شركات الأدوية تمارس الضغط من أجل حصرية البيانات التي تسعى من خلالها إلى توسيع احتكاراتها بالدعوة إلى حصرية السوق التي تقدمها براءات الأختراع وحصرية البيانات، أو الحماية للدواء الجديد.

### التكلفة
في بعض الدول تمتلك شركات الادوية تحكم مطلق في تسعير منتجهم الحاصل على براءة الأختراع. وبالتالي يمتلك المالك تحكم في تسعير الدواء، بالارتكاز على مستوى السعر يرى المالك أن يعكس قدرته على التصنيع ومستوى الربح المطلوب. لايكون للمشترون رأي كبير حول السعر المحدد. . يقال أن المنافسة ضرورية لتقليل سعر الدواء وتحسين الوصول إلى الادوية بأسعار معقولة.
يعرف التلاعب في الاسعار انه زيادة مفرطة في الاسعار من قبل تجار البضائع الاساسية لمستوى يعتبر انه أعلى من المعقول أو المنصف.هذا الارتفاع الحاد يمكن ان يترك المشتري غير محمي. وأيضا يؤدي إلى وصول غير منصف إلى البضائع الاساسية من بين مختلف المجموعات الاقتصادية والاجتماعية. ويقال أن شركات الادوية تمتلك زيادة كبيرة في اسعار العلاجات التي تعتبر اساسية علاج الامراض مثل الايدز، التهاب الكبد الوبائي ج، والسرطان.

### محدودية الادوية المكافئة
يجادل الكثير ان  حماية الادوية المكافئة في الدول النامية تزيد من المنافسة، لذا من الضروري سد فجوة الادوية العالمية. .كما جادل عدة مصادر مختلفة ان الدفع لمزيد من التدابير مثل السوق وخصوصية البيانات، يمنع قدرة الدول ذات الدخل المنخفض من تصنيع وانتاج الادوية المكافئة. لكن غالبا ما تفتقرالبلدان النامية إلى البنية التحتية الاساسية التي تسمح بانتاج الادوية المكافئة. ومن اجل ان يكون استخدام الادوية فعال، يجب ان يكون مصنع في ظروف معملية مثلى. لكن على الاغلب، تفتقر الدول النامية إلى التكييف، طاقة كهربائية الثابتة، أو غرف تبريد لتخزين العينات والمواد الكيميائية. كما ان إنتاج الادوية المكافئة عالية الجودة محدود بسبب عدم قدرة الحكومة على خلق منافسة فعالة في السوق ومراقبة الجودة للادوية المكافئة في بعض  الدول النامية. ويقال أيضا ان المساعدة الدولية واستثمارات الدولة وتدابير الوقاية من العدوى ضرورية للسماح بانتاج الادوية المكافئة الدول ذات الدخل المنخفض